# 扞罙
扞罙，又作扞冞或拘彌，西域古国，距離于闐三百里。位于今新疆于田县克里雅河东古拘彌城。汉朝附属于西域都护和西域长史。东汉阳嘉元年（132年），敦煌太守拥立王族成国为拘彌王。东汉熹平四年（175年），戊己校尉、西域长史拥立世子定兴为王。三國曹魏时附属于于阗，之後，被于阗吞并。

## 註解
1. ↑  扞罙，作「扞」非「扜」，作「冞」或「罙」非「穼」